# Saugverwirrung
Als Saugverwirrung bezeichnet man ein vorübergehendes oder dauerhaftes falsches Saugen eines Säuglings an der Mutterbrust mit der Folge, dass das Stillen nicht erfolgreich ist.
Erstmals wissenschaftlich beschrieben wurde dieses Phänomen 1995 von Marianne R. Neifert vom Rose Medical Center in Denver/USA.

## Ursachen
Die Ursache für eine Saugverwirrung liegt meist darin, dass einem Säugling, der gestillt werden soll, mit der Flasche zugefüttert wird. Das Stillen erfordert eine für den Säugling anstrengende, differenzierte Handlungsfolge aus Kauen, Saugen und Schlucken. An der Brust muss das Kind harte Arbeit, in Form einer bestimmten Zungen- und Mundkonfiguration mit speziellem Saugmuster, leisten, um an die Milch zu gelangen. Um Brustwarze und Warzenhof aufnehmen und modellieren zu können, muss der Säugling den Mund weit öffnen, damit er richtig trinken kann. Zusätzlich „kaut“ er mit den Zahnleisten, um den Milchfluss anzuregen.
Im Gegensatz dazu wird bei der Flaschenfütterung dem Baby durch die Schwerkraft ein Großteil der Arbeit abgenommen. Zudem wird der Sauger in den Mund gesteckt, nicht wie die Brustwarze der Mutter vom Kind selbst hinein gesogen, um ein Vakuum zu erzeugen. Weiter muss das Baby an der Flasche seinen Mund auch nicht soweit öffnen, da kein Bedarf besteht, einen Unterdruck aufzubauen. Der Flaschensauger reicht meist bis an den Gaumen heran. Hier befindet sich der „Saugreflexpunkt.“ Da die Milch automatisch aus der Flasche fließt, wird der Saugreflex überflüssig, das Kind „verlernt“ ihn, anstatt ihn zu verstärken.

## Folgen
Die Folgen der Saugverwirrung können ein Stillstreik oder gar die komplette Brustverweigerung sein, also bedeuten, dass sich der Säugling ausschließlich mit der Flasche füttern lässt.

## Prävention
Viele Hebammen raten Müttern, die voll stillen möchten, mindestens sechs Wochen zu warten, bevor der Säugling eine Flasche oder einen Schnuller bekommt. Während dieser ersten sechs Lebenswochen prägen sich die anfänglichen Reflexe zu bewussten Bewegungen, welche auch dann noch genutzt werden, wenn zwischenzeitlich ein anderes Saugen erforderlich ist.

## Gegenmaßnahmen
Leidet ein Kind erst einmal an Saugverwirrung, hilft es häufig, Schutzhütchen aus Silikon über die Brustwarzen zu legen, um einen Sauger vorzutäuschen. Sollte dies jedoch auch nicht helfen, so ist, wenn man seinem Kind weiterhin Muttermilch zukommen lassen will, das Abpumpen der Muttermilch mit einer speziellen Milchpumpe eine einfache und auch von den meisten Krankenkassen unterstützte Methode, einen Milchstau zu verhindern und sein Kind zumindest indirekt zu stillen.